# Wilhelm Bungert
Pour les articles homonymes, voir Bungert.
Wilhelm Bungert, né le 1er avril 1939 à Mannheim, est un joueur allemand de tennis.
Il a été finaliste à Wimbledon en 1967.

## Biographie
Il est le grand cousin de Jacques Bungert, coprésident d'un grand groupe français de communication.
Une série limitée de chaussures de tennis de la marque Adidas a porté son nom.
Il détient le record allemand du nombre de rencontres de Coupe Davis avec 14 sélections jouées (103 matchs) sur 14 années (1958 à 1971), ce qui est également le record national. Il atteint la finale (Challenge Round) en 1970. Il joue un match très long en nombre de jeux (95), qu'il remporte avec Christian Kuhnke contre les Britanniques Mark Cox et Peter Curtis (10-8, 17-19, 13-11, 3-6, 6-2).

## Palmarès

### Titres en simple (4)
- 1961 3e Championnats Internationaux du Maroc (au RUC - Casablanca)
- 1964 Hambourg

- 1967 Leverkusen
- 1967 Munich
- 1970 Düsseldorf[1]

### Finales en simple (6)
- 1962 Nice
- 1967 Wimbledon
- 1968 Durban
- 1968 Düsseldorf
- 1969 Stuttgart
- 1970 Kitzbühel

### Titre en double (1)
- 1968 Kitzbühel avec Jürgen Fassbender

### Finale en double (3)
- 1962 Monte-Carlo
- 1962 Roland-Garros
- 1968 Kitzbühel avec Jürgen Fassbender

### En Grand Chelem
- Finaliste en 1967 au Wimbledon en simple
- Finaliste en 1962 à Roland-Garros en double.